# Fu Mingtian
Fu Mingtian (en chino: 伏明天; nacida el 27 de junio de 1990) es una jugadora de bádminton de Singapur nacido en China.

## Primeros años
Fu llegó a Singapur en 2003 y se convirtió en ciudadano de Singapur en 2007 en virtud del Programa de Talentos Deportivos Extranjeros.

## Carrera
Fu se convirtió en la primera jugadora de Singapur en ganar la medalla de oro de bádminton individual femenino de los Juegos del Sudeste Asiático en los Juegos del Sudeste Asiático 2011 en Indonesia. Venció al segundo favorito Ratchanok Intanon de Tailandia 21-12, 21-18 en el camino al partido final. En la final, venció al favorito local Adriyanti Firdasari 14–21, 21–12, 22–20. A pesar de los logros de Fu, ella no fue seleccionada para los Juegos Olímpicos de 2012 y Gu Juan fue seleccionado.
Después de retirarse del bádminton competitivo, Fu se convirtió en entrenador de la Asociación de Bádminton de Singapur. Renunció a su puesto de entrenadora en 2017.

## Vida personal
En 2017, Fu regresó a China para casarse con otro ex lanzador chino que jugó para el equipo de Xiamen. Espera establecerse en la ciudad de Xuzhou, Jiangsu, de donde es su prometido.

## Premios
Fu recibió el premio a la Deportista del Año de Singapur en 2012.

## Logros

### Juegos del Sudeste Asiático
Individuales femeninas
| Año  | Sede               | Oponente            | Marcador            | Resultado |
| ---- | ------------------ | ------------------- | ------------------- | --------- |
| 2011 | Yakarta, Indonesia | Adriyanti Firdasari | 14-21, 21-12, 22-20 | Oro       |

### Campeonato Mundial Juvenil de la BWF
Dobles femenino
| Año  | Sede       | Pareja  | Oponente                | Marcador     | Resultado |
| ---- | ---------- | ------- | ----------------------- | ------------ | --------- |
| 2008 | Pune,India | Yao Lei | Xie Jing/ Zhong Qianxin | 21-19, 21-17 | Oro       |

### Campeonato Asiático Juvenil
Individual femenino
| Año  | Evento                | Oponente | Marcador     | Resultado |
| ---- | --------------------- | -------- | ------------ | --------- |
| 2007 | Kuala Lumpur, Malasia | Liu Xin  | 22-14, 11-21 | Bronce    |

Dobles femenino
| Año  | Evento                | Oponente | Marcador     | Resultado |
| ---- | --------------------- | -------- | ------------ | --------- |
| 2007 | Kuala Lumpur, Malasia | Yao Lei  | 10-21, 17-21 | Bronce    |

### BWF Grand Prix
El Gran Premio de la BWF tenía dos niveles, el Gran Premio y el Gran Premio de Oro. Fue una serie de torneos de bádminton sancionados por la Federación Mundial de Bádminton (BWF) y jugados entre 2007 y 2017.
individuales femeninas
| Año  | Evento             | Oponente       | Marcador           | Resultado |
| ---- | ------------------ | -------------- | ------------------ | --------- |
| 2011 | Abierto de Vietnam | Kaori Imabeppu | 21-18, 16-21, 21-8 | Ganador   |

### Desafío/Serie Internacional BWF
individuales femeninas
| Año  | Evento                  | Oponente       | Marcador           | Resultado  |
| ---- | ----------------------- | -------------- | ------------------ | ---------- |
| 2007 | Ballarat Internacional  | Huang Chia-chi | 8-21, 21-13, 21-15 | Ganador    |
| 2007 | Waikato Internacional   | Gu Juan        | 21-14, 21-17       | Ganador    |
| 2012 | Singapore International | Xing Aiying    | 10-21, 8-21        | Subcampeón |

Dobles femeninos
| Año  | Evento                  | Pareja       | Oponente                       | Marcador            | Resultado  |
| ---- | ----------------------- | ------------ | ------------------------------ | ------------------- | ---------- |
| 2005 | Croatian International  | Zhang Beiwen | Frances Liu/ Shinta Mulia Sari | Triunfo fácil       | Subcampeón |
| 2013 | Singapore International | Vanessa Neo  | Shinta Mulia Sari/ Yao Lei     | 21-19, 15-21, 13-21 | Subcampeón |